# Mexikanisch-spanische Beziehungen

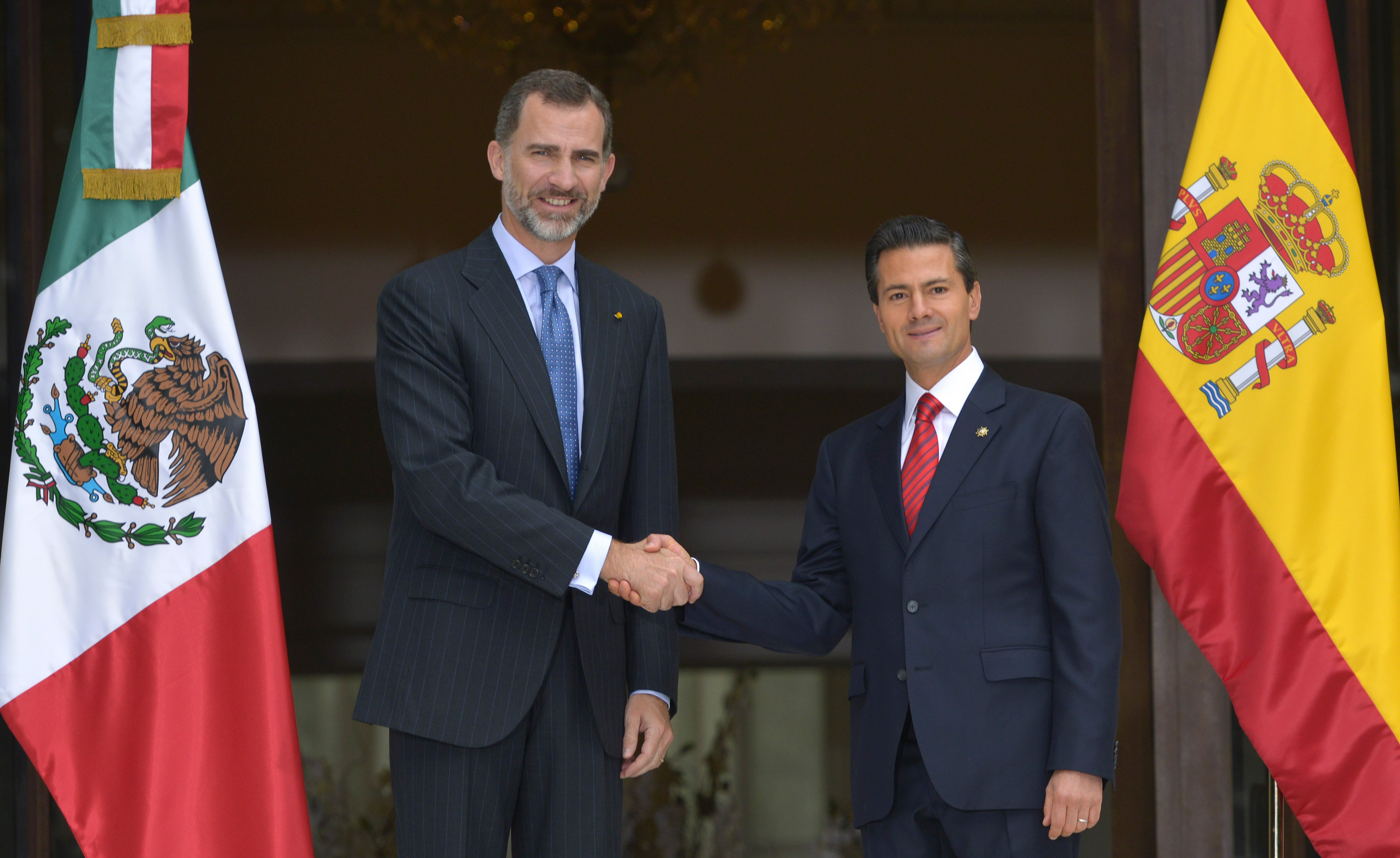
König Felipe VI. (links) mit Enrique Peña Nieto (2015)

Die Mexikanisch-spanischen Beziehungen sind das zwischenstaatliche Verhältnis zwischen Mexiko und Spanien. Beide Länder unterhalten traditionell enge bilaterale Beziehungen, die auf tiefen historischen, kulturellen und sprachlichen Verbindungen beruhen. Die Kontaktaufnahme geht bis auf die spanische Eroberung Mexikos im 16. Jahrhundert zurück, als das heutige Mexiko Teil des spanischen Kolonialreichs wurde. Nach der mexikanischen Unabhängigkeit 1821 waren die diplomatischen Beziehungen zeitweise unterbrochen – insbesondere von 1939 bis 1977 aufgrund der Weigerung Mexikos, die Diktatur Francisco Francos in Spanien anzuerkennen. In der zweiten Hälfte des 20. Jahrhunderts und insbesondere seit der Wiederaufnahme offizieller Beziehungen 1977 haben sich die Beziehungen jedoch intensiviert. So sind zahlreiche Unternehmen aus Spanien und Mexiko im jeweils anderen Land tätig und beide Regierungen arbeiten heute in internationalen Organisationen wie der Organisation Iberoamerikanischer Staaten zusammen. Aufgrund der Zerstörung der präkolumbianischen Kulturen in der Kolonialzeit weist das Verhältnis beider Länder allerdings bis heute eine gewisse Ambivalenz auf, weshalb auch von einer "Hassliebe" gesprochen wurde.

## Geschichte

### Spanische Eroberung Mexikos

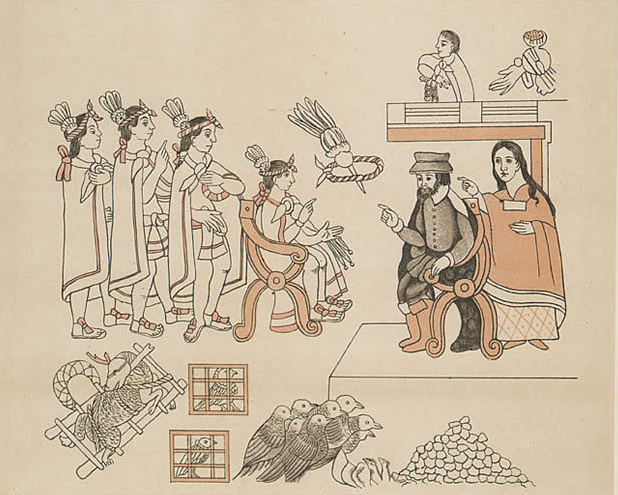
Hernán Cortés und Malinche treffen den Aztekenherrscher Moctezuma II. (1519)

Die Begegnung zwischen Spanien und der Region des heutigen Mexiko begann mit der Ankunft spanischer Konquistadoren unter Hernán Cortés im Jahr 1519. Im April 1519 landete Cortés mit etwa 600 Mann an der Küste von Veracruz, ohne ausdrückliche Genehmigung des spanischen Gouverneurs von Kuba, und begann einen Feldzug ins Landesinnere. Die Spanier trafen auf eine Vielzahl indigener Reiche und konnten durch geschicktes Taktieren und Bündnisse – vor allem mit den Tlaxcalteken – einige Völker als Verbündete gegen das Aztekenreich gewinnen. Entscheidend war das Bündnis mit Tlaxcala, das Cortés und den Spaniern in den folgenden Gefechten wichtige Unterstützung bot.
Mit Hilfe dieser einheimischen Verbündeten gelang es den Spaniern, gegen das Aztekenreich unter Moctezuma II. vorzurücken. Am 8. November 1519 zog Cortés in die aztekische Hauptstadt Tenochtitlán ein und nahm Moctezuma zunächst gefangen. Nach mehreren blutigen Zwischenfällen – darunter dem Massaker am Templo Mayor – kam es 1520 zum Aufstand der Azteken und zur Noche Triste, in der die Spanier angeschlagen aus der Stadt fliehen mussten. Cortés Truppen gruppierten sich jedoch mit ihren Verbündeten neu und begann eine erneute Belagerung von Tenochtitlán. Schließlich hielten die Azteken der dreimonatigen Belagerung nicht mehr stand und am 13. August 1521 wurde der letzte Aztekenherrscher Cuauhtémoc von den Spaniern gefangen genommen. Mit der Eroberung Tenochtitláns 1521 endete das Aztekenreich, und die Spanier übernahmen die Kontrolle über das Kernland Mexikos. Dieser Sieg markierte einen Wendepunkt in der Geschichte der Region und ebnete den Weg für fast 300 Jahre spanische Kolonialherrschaft.

### Kolonialzeit

Vizekönigreich Neuspanien (1795)

Nach dem Fall der aztekischen Metropole richteten die Spanier im Jahr 1535 das Vizekönigreich Neuspanien ein, mit Mexiko-Stadt (wiederaufgebaut auf den Trümmern Tenochtitláns) als Hauptstadt. Mexiko wurde zu einer der reichsten und wichtigsten Kolonien im spanischen Imperium. Die spanische Krone etablierte eine koloniale Verwaltungsstruktur und eine streng stratifizierte Gesellschaftsordnung (Kastengesellschaft): An der Spitze standen Menschen spanischer Abstammung, während die indigene Bevölkerung und afrikanische Sklaven am unteren Ende der sozialen Hierarchie standen. Spanien prägte Sprache, Religion und Kultur des Landes nachhaltig. So wurde das Kastilische (Spanisch) zur dominierenden Sprache, und die katholische Kirche spielte eine zentrale Rolle bei der Missionierung der indigenen Völker. Im Rahmen mehrerer Pandemien (Pocken) während und nach der spanischen Eroberung ging die indigene Bevölkerung Schätzungen zufolge um mehr als 90 Prozent zurück.
Die Kolonialwirtschaft Neuspaniens basierte vor allem auf dem Silberbergbau, der Landwirtschaft (etwa von Zuckerrohr) und der Ausbeutung sonstiger Bodenschätze. Mexiko entwickelte sich zum größten Silberproduzenten der Welt im 16. und 17. Jahrhundert, was erheblich zum Reichtum der spanischen Krone beitrug. Zugleich ging die Kolonisierung mit harter Ausbeutung und Unterdrückung der einheimischen Bevölkerung einher: Spanische Siedler führten das Encomienda-System ein, das indigene Arbeitskraft verpflichtete (wobei auch einige Sklaven eingeführt wurden), und es kam zu Enteignungen und Zwangsarbeit. Kulturelle und religiöse Unterdrückungsmaßnahmen waren ebenfalls üblich – so wurden z. B. polytheistische Tempel zerstört und durch christliche Kirchen ersetzt, und die indigenen Sprachen und Traditionen wurden zurückgedrängt. Trotz der Versuche der Spanier, die alte Kultur zu beseitigen, entstand während der Kolonialzeit eine Mestizen-Kultur, in der sich spanische und indigene Elemente vermischten und die den Grundstein der modernen mexikanischen Identität legte.
Im Laufe des 18. Jahrhunderts wuchs unter den Kreolen in Neuspanien der Unmut über die koloniale Bevormundung durch die spanische Krone (etwa durch benachteiligende Handelsbeschränkungen und Steuern). Gefördert durch die Ideen der Aufklärung und die Nachrichten von Revolutionen in anderen Teilen der Welt, formierte sich allmählich ein Wunsch nach Selbstbestimmung. Geheimbünde wie die Guadalupanos um Ignacio Allende und Juan Aldama bildeten sich und durch die Koalitionskriege in Europa wurde Spanien geschwächt und schließlich selbst besetzt. Diese Ereignisse mündeten schließlich zu Beginn des 19. Jahrhunderts in den bewaffneten Unabhängigkeitskampf.

### Postkoloniale Beziehungen

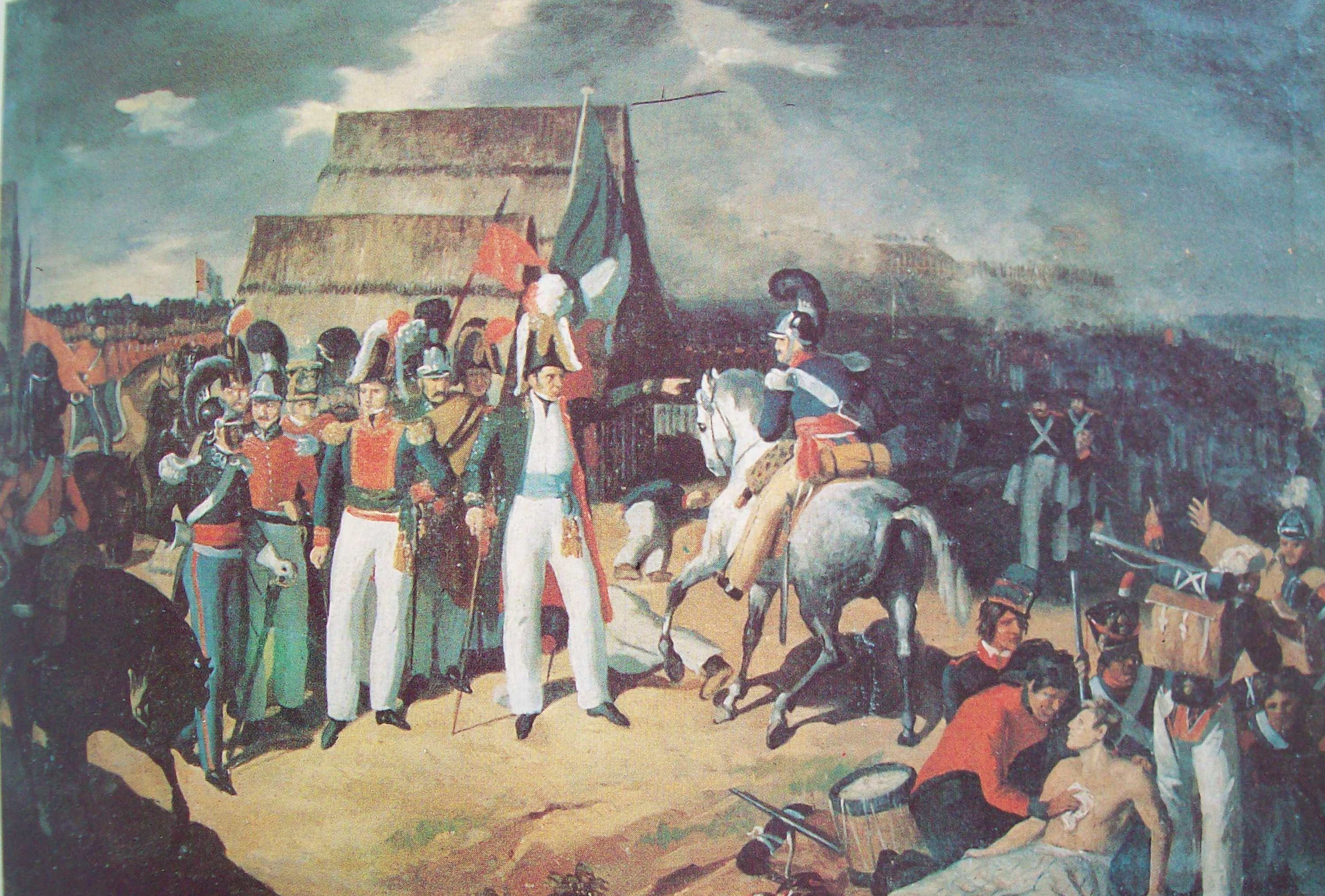
Gescheiterte spanische Rückeroberung bei Tampico (1829)

Am 16. September 1810 rief der Priester Miguel Hidalgo mit dem berühmten Grito de Dolores zum Aufstand gegen die spanische Herrschaft auf. Trotz Rückschlägen für die Rebellen – Hidalgo selbst wurde 1811 hingerichtet – führten andere Anführer den Kampf fort. 1821 einigten sich schließlich der Royalist Agustín de Iturbide und der Rebellenführer Vicente Guerrero im Plan von Iguala und in dem Vertrag von Córdoba auf die Unabhängigkeit Mexikos. Am 27. September 1821 zogen die Truppen der Aufständischen in Mexiko-Stadt ein und proklamierten das unabhängige Erste Mexikanische Kaiserreich. Dieses wurde zwar schon 1823 in eine Republik umgewandelt, doch Mexiko hatte sich endgültig von Spanien gelösten.
Spanien weigerte sich jedoch zunächst, die Unabhängigkeit Mexikos anzuerkennen. König Ferdinand VII. betrachtete Mexiko weiterhin als abtrünniges Gebiet und hoffte auf eine Rückeroberung. In den 1820er-Jahren kam es zu mehreren militärischen Expeditionen Spaniens, um die Kontrolle wiederzuerlangen. Der bekannteste Versuch war die Landung eines spanischen Expeditionsheeres unter General Isidro Barradas im Jahr 1829, das jedoch bei Tampico von mexikanischen Truppen unter General Santa Anna besiegt wurde. Schließlich lenkte Spanien ein: Am 28. Dezember 1836 erkannte die spanische Regentin María Christina mit dem Santa María-Calatrava-Vertrag (offizieller Friedens- und Freundschaftsvertrag) die Unabhängigkeit Mexikos offiziell an. Damit nahmen beide Staaten diplomatische Beziehungen auf, rund 15 Jahre nach Mexikos Unabhängigkeit.
In der Folge normalisierten sich die politischen Kontakte allmählich, blieben aber von Misstrauen geprägt. Mitte des 19. Jahrhunderts kollidierten spanische und mexikanische Interessen erneut im Zusammenhang mit der französischen Intervention in Mexiko. 1861 entsandten Spanien, Frankreich und Großbritannien gemeinsam Truppen, um die Zahlungsunfähigkeit Mexikos abzuwenden und Schulden eintreiben zu lassen. Spanien schloss sich der Intervention zunächst an, doch General Juan Prim, Befehlshaber des spanischen Expeditionskorps, sympathisierte mit der liberalen Regierung Benito Juárez’ und lehnte die weitergehenden Pläne Napoleons III. (Errichtung eines französischen Kaiserreichs in Mexiko unter Maximilian von Habsburg) ab. Prim befahl 1862 den Rückzug der spanischen Truppen, nachdem er in Verhandlungen mit mexikanischen Vertretern eingetreten war. Spanien beteiligte sich somit nicht am kurzlebigen Zweiten Mexikanischen Kaiserreich (1864–1867), das von Frankreich installiert wurde.
Gegen Ende des 19. Jahrhunderts intensivierten sich die wirtschaftlichen Beziehungen: Während der Porfiriato (Regierungszeit von Porfirio Díaz, 1876–1911) investierten spanische Händler und Unternehmer in Mexiko, und es gab kleinere Einwanderungswellen aus Spanien ins aufstrebende Mexiko. Umgekehrt eröffnete Mexiko 1884 wieder eine Gesandtschaft in Madrid, und der diplomatische Austausch wurde verstetigt.

### Folgen des Spanischen Bürgerkriegs und moderne Beziehungen
Die Zweite Spanische Republik und Mexiko unterhielten bis 1939 enge Kontakte, da Mexiko zu den wenigen Ländern gehörte, die die spanische republikanische Regierung während des Spanischen Bürgerkriegs (1936–1939) aktiv unterstützten. Präsident Lázaro Cárdenas lieferte Waffen an die republikanischen Truppen und gewährte der tausenden spanischen Bürgerkriegsflüchtlingen Asyl in Mexiko. Als General Francisco Franco 1939 mit Hilfe faschistischer Mächte die Republik stürzte und eine Diktatur errichtete, brach Mexiko demonstrativ die diplomatischen Beziehungen zu Franco-Spanien ab. Mexiko erkannte stattdessen bis 1945 die Exilregierung der Spanischen Republik an und blieb ein Zufluchtsort für republikanische Exilanten. So weigerte sich Mexiko auch nach dem Zweiten Weltkrieg, die spanische Regierung anzuerkennen, und Spaniens internationale Isolation wurde dadurch verstärkt.

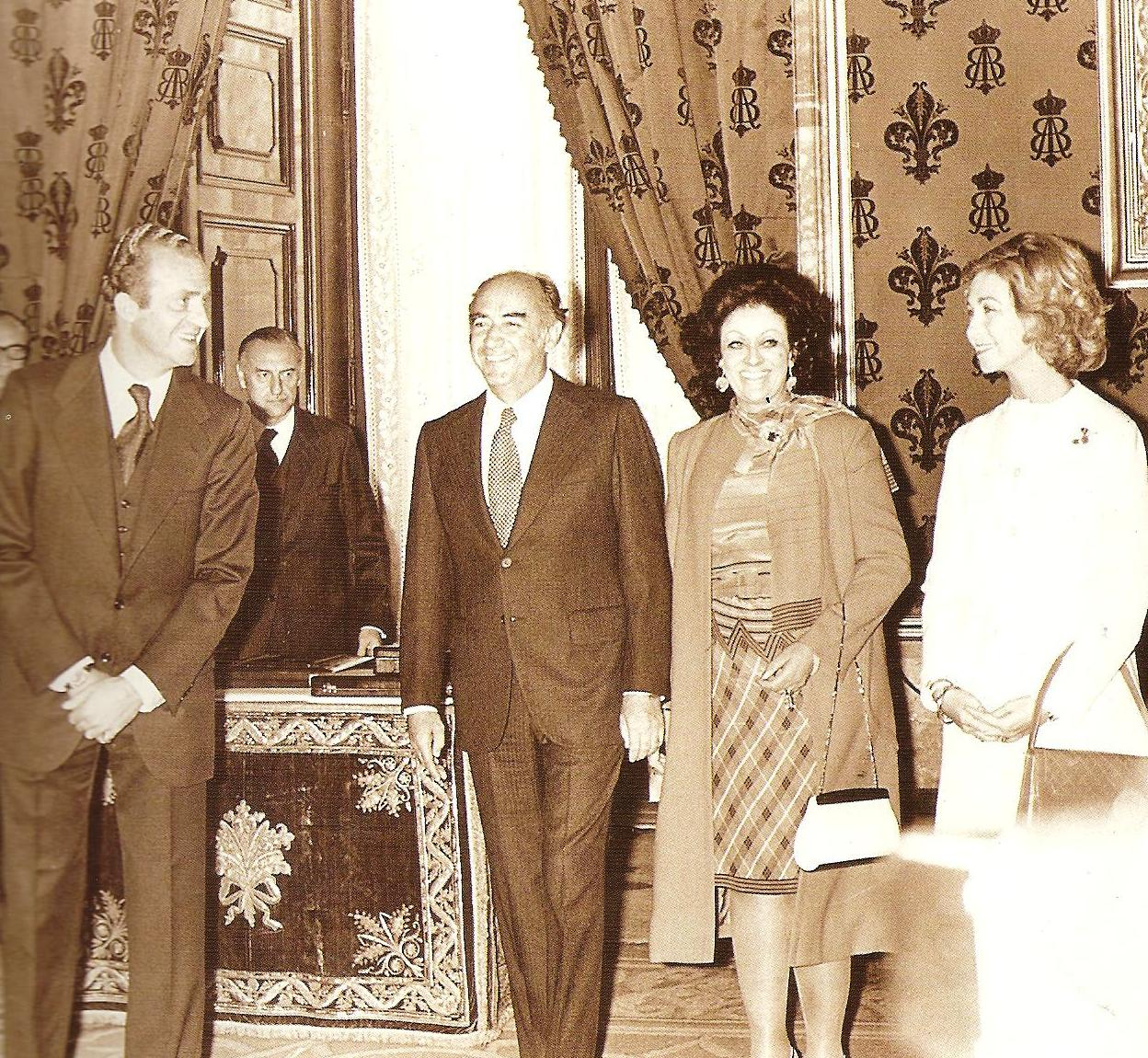
Juan Carlos I. und Königin Sofía in Mexiko (1977)

Erst nach dem Tod Francos 1975 änderte sich die Situation. Die demokratische Transition in Spanien schuf die Grundlage für eine Annäherung. Am 28. März 1977 – wenige Monate nach der Wiederherstellung der Demokratie in Spanien – nahmen Mexiko und Spanien offiziell wieder diplomatische Beziehungen auf. Dieser Neubeginn wurde von beiden Seiten symbolträchtig begangen: Spaniens Ministerpräsident Adolfo Suárez besuchte Mexiko noch 1977 – es war der erste Besuch eines spanischen Regierungschefs überhaupt. Im Oktober desselben Jahres vereinbarten beide Regierungen in einem Notenwechsel die Einrichtung einer Gemischten Kommission zur bilateralen Zusammenarbeit, die bis heute als regelmäßiges Konsultationsforum fungiert. König Juan Carlos I. und Königin Sofía krönten im Oktober 1977 mit einem Staatsbesuch in Mexiko die Versöhnung, denn dieser Besuch wurde als Geste der Aussöhnung mit den republikanischen Exilierten verstanden.
In den folgenden Jahrzehnten entwickelten sich die mexikanisch-spanischen Beziehungen positiv. 1981 war Mexiko Gastgeber der ersten Cumbre Iberoamericana (Iberoamerika-Gipfel) war – ein Forum, in dem Spanien und Portugal regelmäßig mit den lateinamerikanischen Staaten zusammentreffen. 1990 unterzeichneten Mexiko und Spanien einen Vertrag über Freundschaft und Zusammenarbeit, der die Beziehung auf eine breite vertragliche Grundlage stellte. Zwischen beiden Staaten kommt es seitdem regelmäßig zu Staatsbesuchen und es besteht eine enge Zusammenarbeit. Unter den linken Regierungen von Andrés Manuel López Obrador (2018–2024) kam es jedoch immer wieder zu Verstimmungen. So forderte Präsident López Obrador 2019 in einem Brief an König Felipe VI. Spanien zu einer Entschuldigung für Verfehlungen während der Kolonialzeit auf, was von Spanien allerdings abgelehnt wurde. Im Februar 2022 drohte López Obrador an, die Beziehungen zu Spanien vorübergehend „auf Eis“ legen zu wollen – als Reaktion auf angeblich „ausbeuterische“ Geschäfte spanischer Energiekonzerne in Mexiko.
Im Oktober 2024 kam es erneut zu Verstimmungen, als Claudia Sheinbaum, die neu gewählte mexikanische Präsidentin, den spanischen König nicht zu ihrer Amtseinführung einlud. Der Grund war der anhaltende Streit um eine Entschuldigung für die Kolonialzeit. Aus Protest erklärte die spanische Regierung, der Zeremonie fernzubleiben.

## Wirtschaftsbeziehungen
Die wirtschaftlichen Verflechtungen zwischen Mexiko und Spanien haben seit den 1990er-Jahren deutlich zugenommen. Spanien ist innerhalb der EU einer der wichtigsten Handelspartner Mexikos: Nach Deutschland und Italien ist es der drittgrößte europäische Lieferant Mexikos. Umgekehrt ist Mexiko Spaniens größter Exportmarkt in Lateinamerika. Im Jahr 2023 exportierte Spanien Waren im Wert von rund 5,6 Milliarden Euro nach Mexiko – was etwa 1,4 % der spanischen Gesamtexporte entsprach. Zu den wichtigsten spanischen Exportgütern zählten Kfz und Autoteile, Maschinen, Medikamente, Kosmetikprodukte, Olivenöl und Wein. Die Importe aus Mexiko nach Spanien hatten 2023 ein ähnliches Volumen (ca. 5,6 Mrd. €) und bestanden zu einem Großteil aus Erdöl (Rohöl machte etwa 60 % der spanischen Importe aus Mexiko aus), daneben aus Automobilen, Kfz-Teilen, chemischen Erzeugnissen und einigen Agrarprodukten. Die Handelsbilanz zwischen beiden Staaten ist damit weitgehend ausgeglichen.
Besonders dynamisch entwickelten sich wechselseitige Investitionen. Spanien hat sich als einer der größten ausländischen Investoren in Mexiko etabliert. Seit der Jahrtausendwende flossen erhebliche spanische Direktinvestitionen nach Mexiko: Allein im Zeitraum 2006 bis März 2024 betrug das Volumen über 57 Milliarden US-Dollar, was rund 10 % der gesamten ausländischen Investitionen in Mexiko ausmacht. Spanien ist damit nach den USA der zweitgrößte Investor in Mexiko. Spanische Firmen sind in zahlreichen Branchen präsent – insbesondere im Bankensektor (z. B. betreibt die spanische BBVA die größte Bank Mexikos), in der Energiewirtschaft (Öl, Gas und erneuerbare Energien), im Infrastrukturbau, im Tourismus (Hotelketten) und in der Telekommunikation. Laut mexikanischen Behörden sind über 7.000 Unternehmen in Mexiko ganz oder teilweise in spanischem Besitz bzw. mit spanischem Kapital tätig. Umgekehrt investieren auch mexikanische Konzerne in Spanien, wenn auch in geringerem Umfang.
Neben dem Warenhandel spielt der Tourismus eine Rolle: Jährlich besuchen hunderttausende spanische Urlauber Mexiko (etwa 335.000 Touristen zwischen Januar und November 2022). Auch mexikanische Reisende besuchen Spanien.

## Kulturbeziehungen

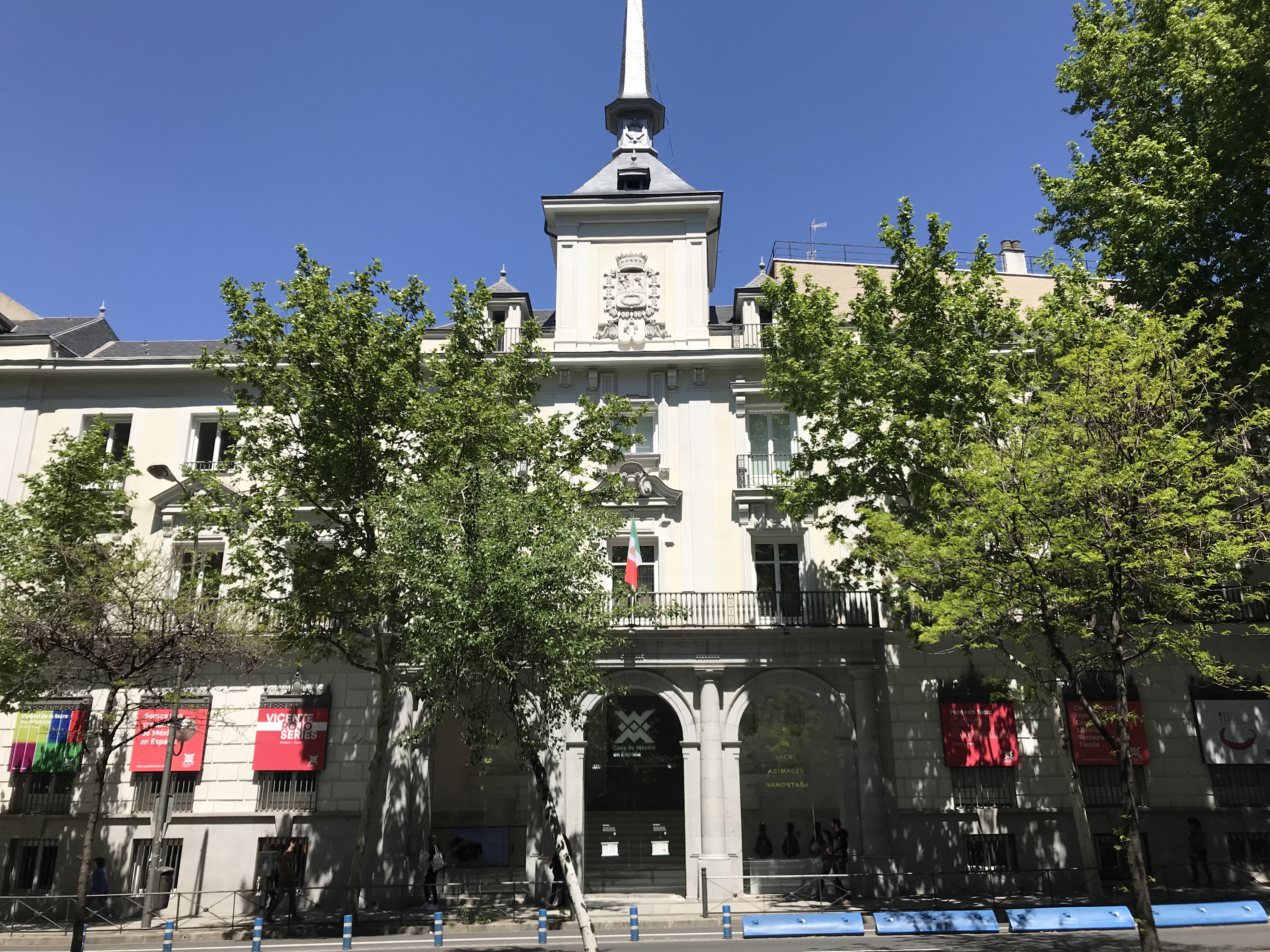
Casa de Mexico in Madrid

Mexiko und Spanien sind durch enge kulturelle Bande verbunden, die historisch gewachsen sind. Die spanische Kolonialzeit hat Mexikos Sprache, Religion, Architektur, Recht und viele Traditionen tiefgreifend geprägt. Bis heute ist Spanisch Muttersprache der überwiegenden Mehrheit der Mexikaner, und das römisch-katholische Christentum – von Spanien eingeführt – ist die dominante Religion des Landes. Mexiko überholte Spanien im 20. Jahrhundert an Einwohnern und wurde zum größten spanischsprachigen Land. Umgekehrt haben auch mexikanische kulturelle Einflüsse in Spanien Verbreitung gefunden, etwa durch die Popularität mexikanischer Küche, Musik (Mariachi-Musik) oder Folklore. Dieses enge kulturelle Band wird von beiden Staaten bewusst gepflegt. In Mexiko fördern Institutionen wie das Centro Cultural de España in Mexiko-Stadt den Kulturaustausch und präsentieren spanische Kunst, Literatur und Filme. In Spanien wiederum gibt es Einrichtungen wie die Casa de México in Madrid, die seit 2018 regelmäßig Ausstellungen, Gastronomie-Festivals, Filmreihen und akademische Veranstaltungen aus Mexiko präsentiert.
Ein besonderes Kapitel der Kulturbeziehungen stellt das Exil spanischer Republiker in Mexiko dar. Nach 1939 fanden rund 25.000 Spanier, zumeist Anhänger der unterlegenen Republik, in Mexiko Zuflucht. Präsident Lázaro Cárdenas’ Politik des offenen Asyls führte dazu, dass zahlreiche spanische Intellektuelle, Künstler und Wissenschaftler in Mexiko eine neue Heimat fanden. Dieses Exil hinterließ einen nachhaltigen Einfluss auf das mexikanische Geistesleben: Spanische Emigranten gründeten oder prägten bedeutende Bildungseinrichtungen wie die Casa de España (1938 gegründet, Vorläufer des angesehenen Colegio de México). Viele Exilanten lehrten an mexikanischen Universitäten und brachten dort ihr Wissen ein. Spanische Künstler wie der Filmemacher Luis Buñuel, die Malerin Remedios Varo oder der Schriftsteller Max Aub wirkten jahrzehntelang in Mexiko und bereicherten die lokale Kulturszene. 2024 gedachten beide Länder gemeinsam dem 85. Jahrestag der Ankunft der spanischen Republikaner in Mexiko.
Der kulturelle Austausch wurde durch diese Migrationsströme gefördert. In spanischen Städten gibt es mexikanische Kulturinstitute, Gastronomiebetriebe und Feste (z. B. Feierlichkeiten zum mexikanischen Unabhängigkeitstag am 16. September), die zur Verbreitung mexikanischer Kultur beitragen. Umgekehrt unterhalten spanische Kulturorganisationen (wie das Instituto Cervantes in Mexiko-Stadt) und Schulen in Mexiko ein reges Programm, um spanische Kultur und Sprache zu vermitteln. Beide Regierungen fördern die Zusammenarbeit in Bildung und Wissenschaft: Es bestehen zahlreiche Universitätspartnerschaften, Stipendienprogramme und Austauschaktionen für Studenten und Künstler. Die gemeinsame spanische Sprache erleichtert naturgemäß den Austausch und führt dazu, dass mexikanische und spanische Medien, Literatur und Musik wechselseitig rezipiert werden. Spanische Verlage veröffentlichen Werke mexikanischer Autoren, spanische Fernsehsendungen laufen in Mexiko und umgekehrt – was einen einheitlichen kulturellen Raum über den Atlantik hinweg schafft.

## Migration
Heute sind die Nachfahren spanischer Einwanderer ein fester Bestandteil der mexikanischen Gesellschaft; man schätzt, dass die Mehrheit der Mexikaner zumindest teilweise spanische Vorfahren haben, aufgrund jahrhundertelanger Einwanderung und Vermischung. Es bestehen im 21. Jahrhundert aktive Migrationsbeziehungen in beide Richtungen. 2022 lebten nach offiziellen Registern etwa 155.000 spanische Staatsbürger in Mexiko, von denen ein Teil zu den Nachfahren spanischer Republikflüchtlingen gehört. Zentren der spanischen Gemeinschaft sind vor allem Mexiko-Stadt und Ballungsräume wie Guadalajara und Monterrey. Umgekehrt verzeichnet Spanien eine wachsende mexikanische Diaspora: Laut spanischem Melderegister lebten 2022 rund 27.800 mexikanische Staatsangehörige in Spanien.
Nachkommen des aztekischen Königshauses leben in Spanien und führen Adelstitel. Im Mai 2022 wurde der für die Ausgrabungen in Tenochtitlan verantwortliche mexikanische Archäologe Eduardo Matos Moctezuma mit dem Preis der Prinzessin von Asturien für Sozialwissenschaften ausgezeichnet und sprach sich dafür aus, dass beide Länder ihre Beziehungen weiter ausbauen sollten. Ebenfalls im Oktober erklärte er, dass „Spanien und Mexiko durch unauflösliche Bande verbunden sind“ und dass sie "einer vielversprechenden Zukunft entgegengehen müssen".

## Diplomatische Beziehungen
- Mexiko hat eine Botschaft in Madrid und ein Konsulat in Barcelona.
- Spanien hat eine Botschaft und ein Generalkonsulat in Mexiko-Stadt sowie Generalkonsulate in Guadalajara und Monterrey.

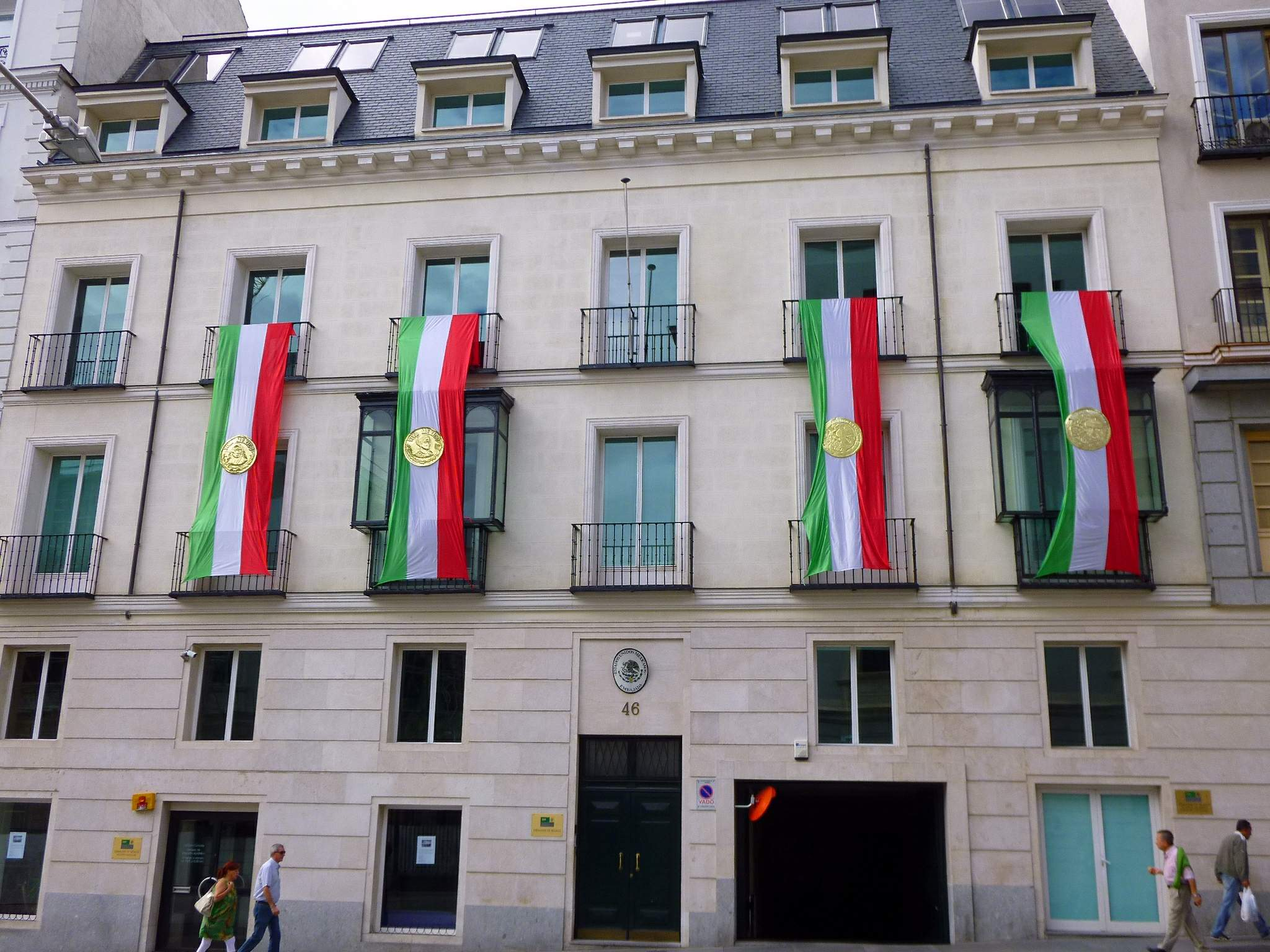
Mexikanische Botschaft in Madrid
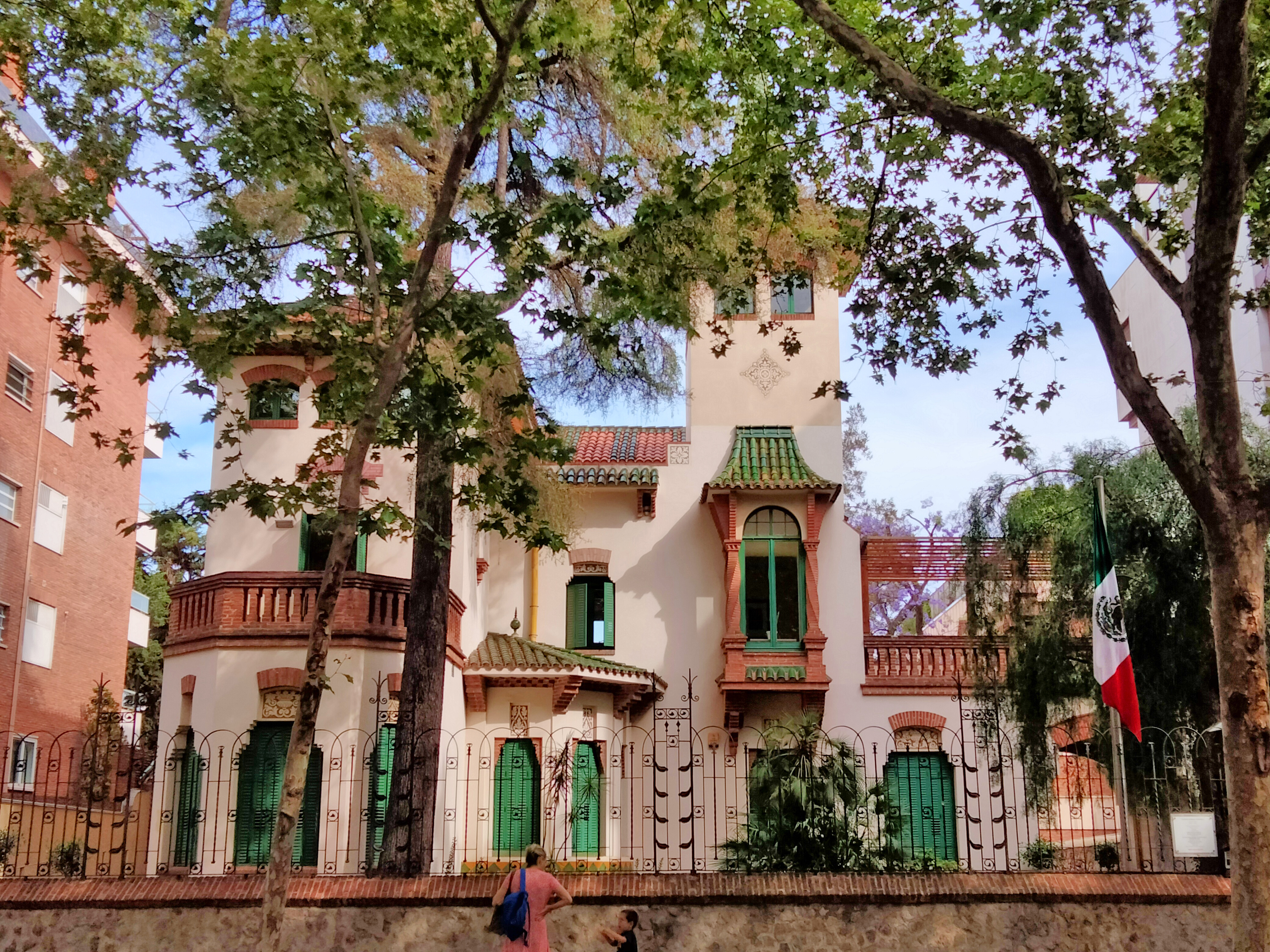
Mexikanisches Konsulat in Barcelona

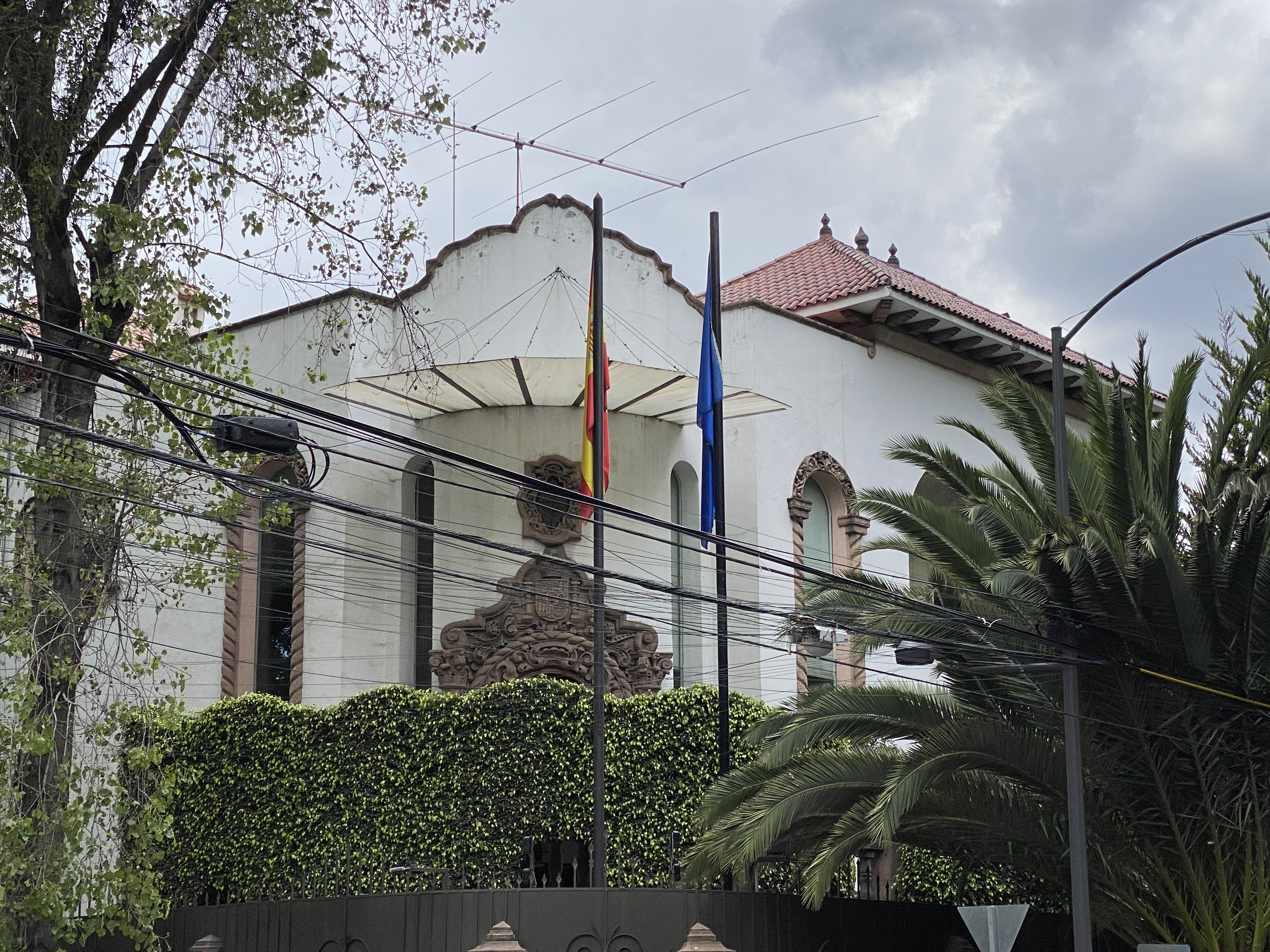
Spanische Botschaft in Mexiko-Stadt
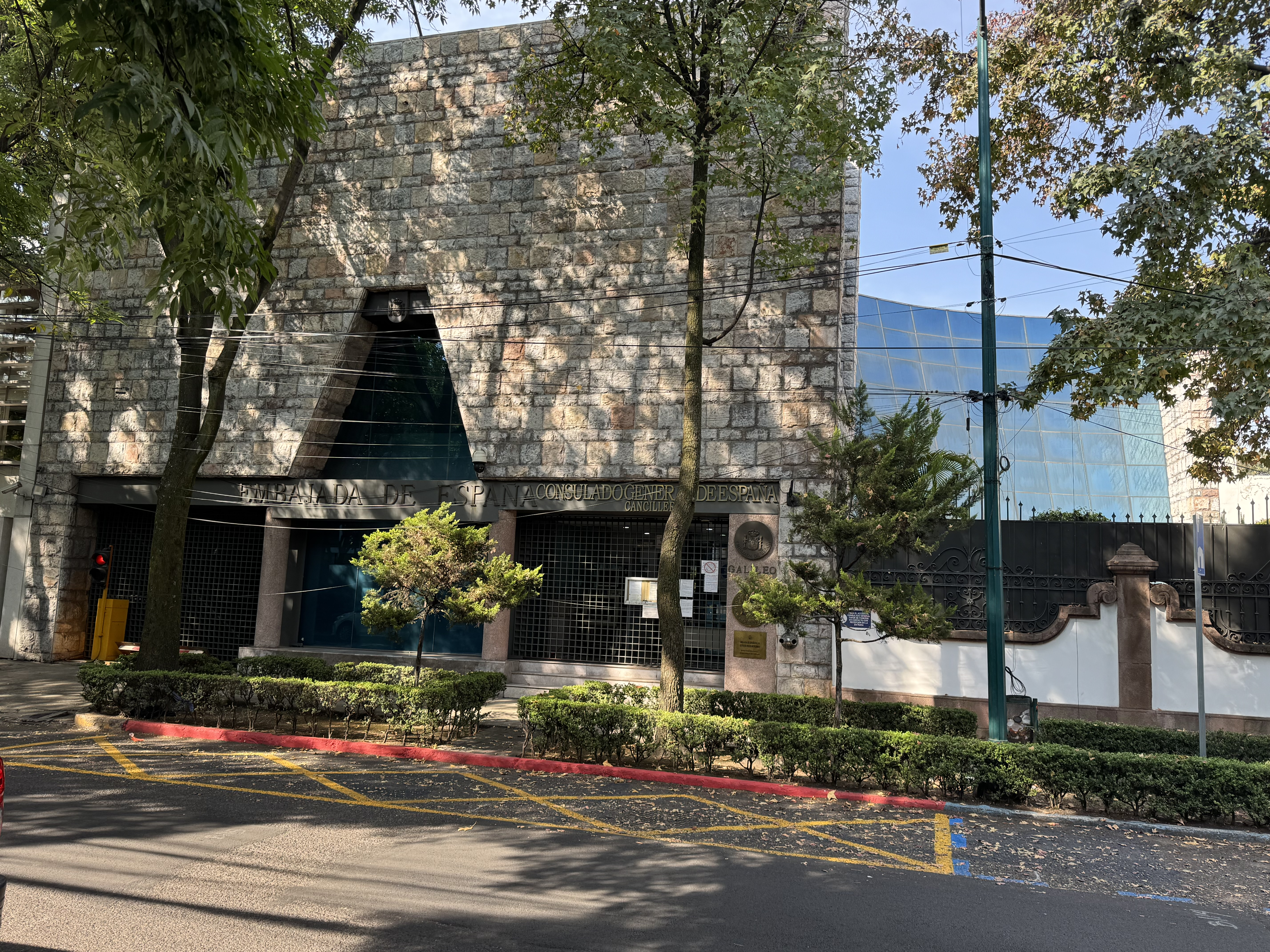
Spanisches Generalkonsulat in Mexiko-Stadt
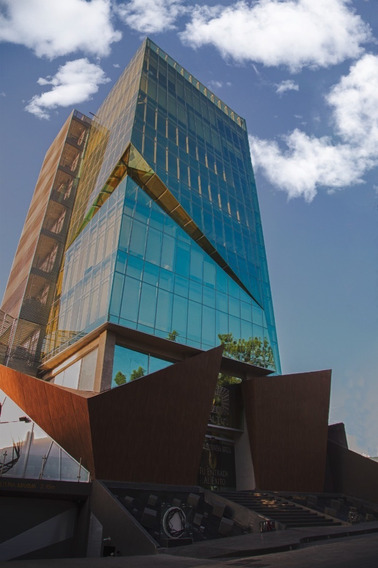
Gebäude des spanischen Generalkonsulats in Guadalajara